# Dactylaria dioscoreae
Dactylaria dioscoreae är en svampart som beskrevs av M.B. Ellis 1976. Dactylaria dioscoreae ingår i släktet Dactylaria, ordningen disksvampar, klassen Leotiomycetes, divisionen sporsäcksvampar och riket svampar.   Inga underarter finns listade i Catalogue of Life.